# Polka-Dot Man
Polka-Dot Man, noto anche come Mr Polka-Dot o Mister Pois nella prima traduzione italiana,  è un personaggio dei fumetti DC Comics, un supercattivo nemico di Batman.

## Biografia del personaggio
Dopo la comparsa del vigilante Batman a Gotham City, numerosi criminali di piccolo calibro decisero di indossare un costume e commettere piccoli crimini per attirare la sua attenzione e poterlo sconfiggere. Uno di questi fu il truffatore di basso livello Abner Krill, che indossando un costume bianco ricoperto di numerosi pois diventò il supercriminale Polka-Dot Man: era in grado inoltre di rimuovere i pois dal costume e di usarli come armi. Riuscito a catturare Robin, venne presto sconfitto da Batman.
Divenuto ormai una barzelletta tra i criminali di Gotham, cadde presto nel vortice dell'alcolismo e in preda ad una crisi si scontrò con Nightwing. In un'altra occasione provò  a denunciare Harvey Bullock per violenza e percosse, costringendo il poliziotto ad andare da uno psicologo.
Polka-Dot trovò la sua fine quando, unitosi ad un gruppo di criminali nella speranza di trovare un lavoro, venne tradito dalla Fiamma Umana e ucciso brutalmente coi compagni.
In un fumetto prequel del videogioco Injustice 2 Polka-Dot Man faceva parte della Squadra Suicida di questo universo: quando un criminale vestito da Batman (in realtà Jason Todd sotto mentite spoglie) prese il controllo del gruppo, per dimostrare la propria spietatezza uccise Polka-Dot facendogli scoppiare la testa con le bombe impiantate ai membri del gruppo, reputandolo il più inutile della squadra.

## Poteri e abilità
Grazie al suo costume, Abner Krill può creare delle speciali sfere a Pois dotate delle più svariate funzioni: può infatti usarle come bombe, trasformarle nelle armi più svariate o addirittura creare con esse un particolare mezzo di fuga.
È estremamente incapace nel corpo a corpo, tanto da essere stato sconfitto perfino da un comune poliziotto come Harvey Bullock.

## Altri media
- Polka-Dot Man compare nella serie animata Batman: The Brave and the Bold.
- Il personaggio compare nel film d'animazione LEGO Batman - Il film.
- Abner Krill, alias Polka-Dot Man, compare tra i protagonisti del film del DC Extended Universe The Suicide Squad - Missione suicida, interpretato da David Dastmalchian. In questa versione Krill è un supercriminale depresso e  ossessionato dal desiderio di morire, dotato del bizzarro potere di espellere dei Pois corrosivi dal proprio corpo. Egli ha ottenuto i suoi superpoteri grazie a sua madre, una scienziata ossessionata dai supereroi che fece numerosi esperimenti sui figli. I pois però si rivelano essere degli ematomi e se Abner non li emette due volte al giorno rischia di morire. A causa dei tremendi esperimenti subiti, Polka-Dot Man impazzì, uccidendo la madre e finendo col vederla in qualunque persona si ritrovi davanti: divenuto per necessità un supercriminale, venne arrestato e rinchiuso nel carcere di Belle Reve. Reclutato nella Squadra Suicida in una missione per abbattere l'alieno Starro, egli è inizialmente emarginato dal gruppo per via del suo carattere, finendo però per legare con loro a causa delle comuni esperienze drammatiche che li hanno resi criminali: Abner finisce così per aprirsi di più verso l'umanità, arrivando addirittura a disperarsi per la morte dell'autista del gruppo,  Milton. Nello scontro finale con l'alieno, egli dà prova di grande coraggio azzoppandolo dopo che il leader Bloodsport gli ha suggerito di vedere in lui la madre, superando definitivamente il suo trauma e diventando un supereroe, ma purtroppo Starro finisce per schiacciarlo sotto gli occhi dei suoi compagni di squadra. In suo onore l'amica Ratcatcher II conserverà un brandello del suo costume a Pois. È fortemente implicito che sia omosessuale, visti gli insulti omofobi che gli vengono rivolti dagli altri detenuti (tra cui l'Uomo Calendario e Double Down) e il suo eccessivo attaccamento verso Milton.
- Polka-Dot Man compare come personaggio giocabile sbloccabile nel videogioco LEGO Batman 3: Gotham e oltre.
- Polka-Dot Man compare come personaggio giocabile sbloccabile nel videogioco LEGO DC Super-Villains.